# コルクラボ
コルクラボは、クリエーターエージェンシーの株式会社コルクが運営するコミュニティ。コミュニティを学ぶコミュニティとして2017年1月設立。2018年8月現在4期生まで募集を行なっている。

## 特徴
コルクラボは学校ではないため、手取り足取り学びをサポートしてもらうことはない。コルクラボで有効的に学べるかどうかは、自分次第である。コミュニティについての実験の場でありコルクラボの理念やルールは、メンバー自身が考え、決定する。また部活やプロジェクトなどはすべてメンバー自身で企画・運営している。
2018年8月現在、コルクラボには中学生から50代まで幅広い年齢層の約200名が参加。
お互いをニックネームで呼びあったり、タメ語で話すことを推奨している文化があり、佐渡島庸平は「サディ」と呼ばれている。